# Polšeče
Polšeče – wieś w Słowenii, w gminie Bloke. W 2018 roku liczyła 13 mieszkańców.